# Darkest Hour (Band)
Darkest Hour ist eine fünfköpfige US-amerikanische Metalcore-Band aus Washington, D.C. Neben den typischen Merkmalen des Metalcore enthalten die Lieder der Band starke Melodic-Death-Metal-Einflüsse.

## Geschichte
1995 trafen Sänger John Blakemore Henry, Gitarrist Mike Schleibaum, Bassist Raul Mayorga und Schlagzeuger Matt Maben aufeinander und gründeten zusammen die Band Darkest Hour. Nachdem sie ihre ersten Songs geschrieben hatten, veröffentlichten sie 1996 über das Indie-Label Death Truck Records ihre erste EP The Misanthrope. Zudem nahmen sie im selben Jahr den Song Paths of Despair auf, welcher anschließend auf der Kompilation The Harder They Come erschien. 1999 veröffentlicht die Band ihre zweite EP The Prophecy Fulfilled, welche von Art Monk Construction anschließend vertrieben wurde. Nach dem Erscheinen von The Prophecy Fulfilled, änderte sich einiges in der Bandbesetzung: Bassist Raul Mayorga verließ die Band und wurde durch Billups Allen ersetzt, Matt Maben stieg ebenfalls aus und Ryan Parrish nahm seinen Platz ein. Zudem trat Fred Ziomek in die Band ein und spielte fortan als zweiter Gitarrist mit.

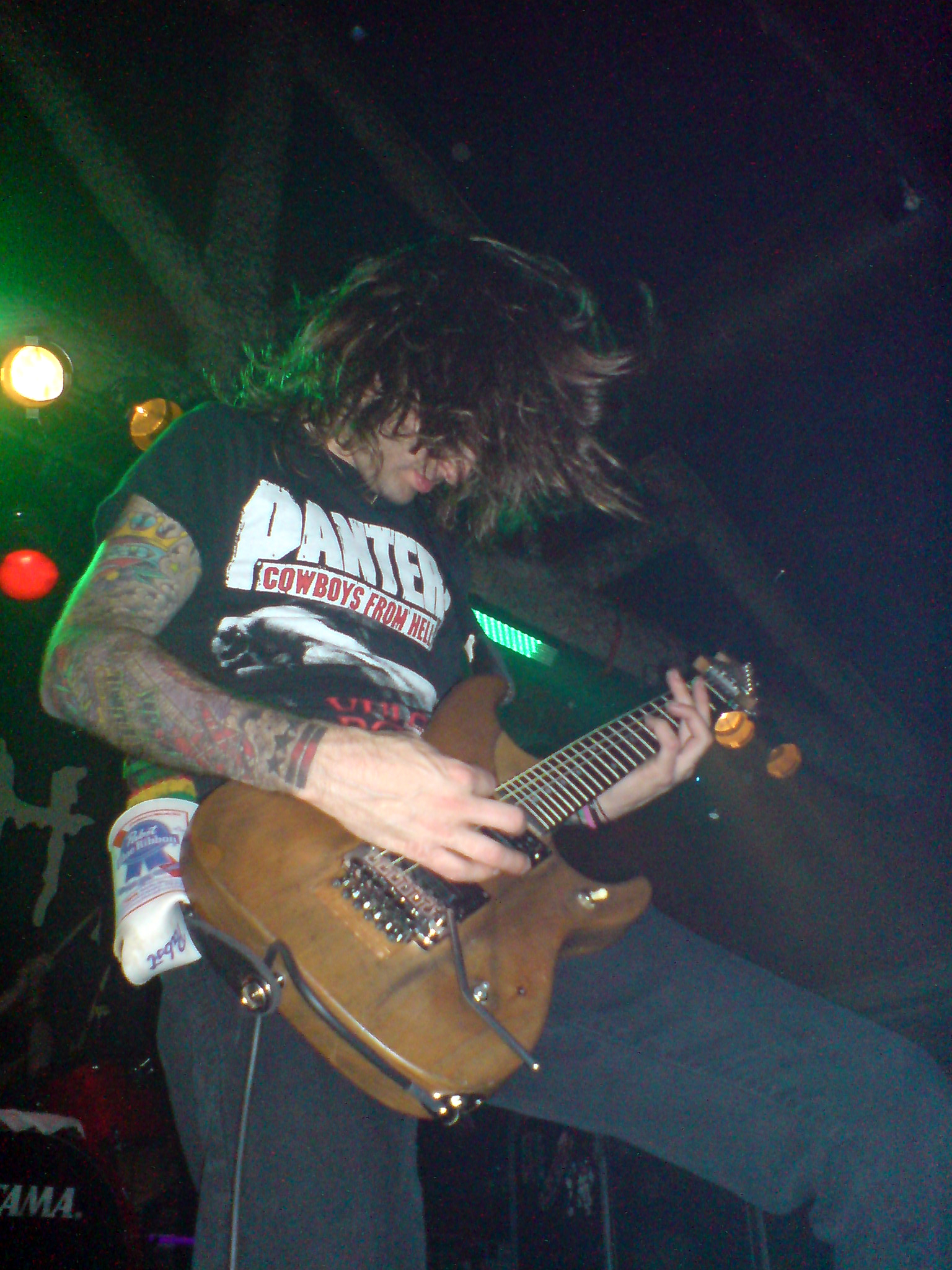
Mike Schleibaum live

Mit der neuen Formation nahm die Band anschließend ihr Debütalbum The Mark of the Judas auf, welches aber nicht lange auf dem Markt blieb, da das Label M.I.A. Records, welches das Album vertrieb, überraschend pleiteging. Auf der Suche nach einem neuen Label, unterschrieben Darkest Hour einen Plattenvertrag bei Victory Records, wo sie am 7. August 2001 ihr Album So Sedated, So Secure veröffentlichten. Kurz darauf verließen Bassist Billups Allen und Gitarrist Fred Ziomek die Band und wurden durch Paul Burnette und Tommy Gun ersetzt. Nachdem Tommy daraufhin ein Angebot der Band Immortal Avenger bekommen hatte, verließ er die Band bereits nach einigen Wochen wieder. Anschließend gab die Band Mike Garrity, einen guten Freund von Mike Schleibaum, als neues Mitglied bekannt, mit dem sie ihre anschließenden Touren spielten. Mit Kris Norris, einem alten Freund von Ryan Parrish, fand die Band einen neuen festen Gitarristen, mit dem sie im Mai 2003 das dritte Album der Band unter dem Namen Hidden Hands of a Sadist Nation veröffentlichten. Das Album hatte im Gegensatz zu den beiden Vorgängern einen deutlichen Einschlag in Richtung Melodic Death Metal und wurde vom schwedischen Produzenten und Gitarristen Fredrik Nordström produziert. 2004 spielte die Band erstmals auf einem der größten Festivals, dem Ozzfest, mit, wo sie neben berühmten Bands wie Slayer, Black Sabbath, Judas Priest und Slipknot spielen durften.
Im Jahre 2005 veröffentlichte die Band ihr viertes Studioalbum Undoing Ruin, mit dem die Band erstmals auf Platz 138 der US-amerikanischen Billboard 200 stürmte. Produziert wurde das Album diesmal von Devin Townsend, der schon Bands wie Soilwork oder Lamb of God zu großem Erfolg verholfen hatte. Anschließend spielte die Band mehrere Tourneen quer durch Nord-Amerika und Europa und veröffentlichte ihre erste DVD Party Scars and Prison Bars: A Thrashography. 2006 wiederveröffentlichte Victory Records das Album So Sedated, So Secure.
2007 begann die Band, wieder mit der Unterstützung von Devin Townsend, mit den Aufnahmen zu Deliver Us, welches am 10. Juli 2007 veröffentlicht wurde. Anschließend ging die Band als Unterstützung mit At the Gates auf Tour. Im September 2008 gab die Band bekannt, dass Kris Norris die Band verlassen hatte und durch Mike Carrigan ersetzt wurde.
Im März 2009 begann Darkest Hour mit den Aufnahmen zu ihrem sechsten Album The Eternal Return. Während der Aufnahmen spielte die Band auf der Trash and Burn Tour 2009 mit Bleeding Through zusammen als Headliner. The Eternal Return wurde am 23. Juni 2009 veröffentlicht, nachdem es bei der Veröffentlichung zu Verzögerungen gekommen ist. Im Februar 2010 spielte die Band zusammen mit Iwrestledabearonce, Dillinger Escape Plan und Animals as Leaders. Im April desselben Jahres gab die Band bekannt, dass sie sich von Victory Records getrennt und einen Plattenvertrag bei E1 Music unterzeichnet haben.
Von November bis Dezember 2010 spielte die Band eine Tour mit Veil of Maya und Periphery. Das neue Album The Human Romance erschien im Frühling 2011.

## Diskografie

### Alben
- 2000: The Mark of the Judas (M.I.A. Records)
- 2001: So Sedated, So Secure (Victory Records, Wiederveröffentlichung: 2006)
- 2003: Hidden Hands of a Sadist Nation (Victory Records)
- 2005: Undoing Ruin (Victory Records)
- 2007: Deliver Us (Victory Records)
- 2009: The Eternal Return (Victory Records)
- 2011: The Human Romance (Century Media)
- 2014: Darkest Hour (Sumerian Records)
- 2017: Godless Prophets & the Migrant Flora
- 2024: Perpetual Terminal

### EPs
- 1996: The Misanthrope (Death Truck Records)
- 1999: The Prophecy Fulfilled (Art Monk Construction)

### Kompilationen
- 1997: The Harder They Come (East Coast Empire Records)
- 2006: Archives (A-F Records)

### Splits
- 1999: A Split Seven Inch (mit Groundzero) (East Coast Empire Records)
- 2001: Where Heroes Go to Die (mit Dawncore) (Join the Team Player Records)
- 2004: Split Seven Inch (mit Set My Path) (April 78 Records)

### Videoalben
- 2005: Party Scars and Prison Bars: A Thrashography (Victory Records)